# Madonna del Roseto (Botticelli)
La Madonna del Roseto è un dipinto a tempera su tavola (124x64 cm) realizzato da Sandro Botticelli, databile tra il 1469 e il 1470 e conservato nella Galleria degli Uffizi a Firenze.

## Storia
La tavola si trovava nella Camera di Commercio di Firenze e ciò fece ipotizzare a Lightbown che essa fosse stata originariamente dipinta per la corporazione dell'Arte della Lana che in quel sito aveva originariamente una sede, o per il Tribunale della Mercanzia. Botticelli aveva dopotutto lavorato effettivamente per la corporazione con la Madonna della loggia.
Bode fu il primo a datare l'opera alla fase giovanile dell'artista, in particolare al periodo "verrocchiesco", verso il 1469-1470, venendo poi generalmente confermato dagli altri studiosi.

## Descrizione e stile
La Madonna, dall'atteggiamento pensoso, tiene il Bambino sulle ginocchia al di sotto di una loggia con colonne che reggono un arco a tutto sesto con lacunari, che inquadra la testa della Vergine e asseconda il profilo curvo della tavola. Dietro Maria si apre un giardino in cui spiccano soprattutto i fiori di rosa; in basso un pavimento con specchiature marmoree dimostra la padronanza del pittore della tecnica prospettica.
Le rose simboleggiano uno dei titoli della Madonna, rosa mystica; il melograno invece, che Maria tiene in mano e che il Bambino assaggia, simboleggia fertilità e regalità, nonché, per il colore rosso dei frutti, il sangue della Passione.
L'opera è caratterizzata da un chiaroscuro incisivo, non esente da passaggi grafici, che dimostra l'adesione temporanea del giovane artistica ai modi del Verrocchio, di cui fu forse aiuto di bottega durante la formazione. La stessa tipologia del Bambino, con la testa grande e ovale e con l'espressione gioiosamente vispa, rimanda all'esempio del maestro Verrocchio, come il Putto con delfino, di quegli stessi anni. La figura di Maria è allungata e sciolta nelle articolazioni, ben più che nelle opere di Filippo Lippi, altro modello del giovane pittore.
Sono presenti alcune incertezze spaziali, come la sproporzione dello sfondo architettonico, troppo piccolo rispetto alla figura di Maria e anche rispetto agli stessi fiori del giardino retrostante.